# Teque-teque
O teque-teque (Todirostrum poliocephalum), também conhecido como Ferreirinho-teque-teque em Portugal, é uma espécie de ave passeriforme pertencente ao gênero Todirostrum, o qual integra a família Tyrannidae. É endêmico da região brasileira, mais especificamente da Mata Atlântica, habitando uma área que vai desde o sudeste da Bahia, passando por Minas Gerais até chegar no estado de Santa Catarina.

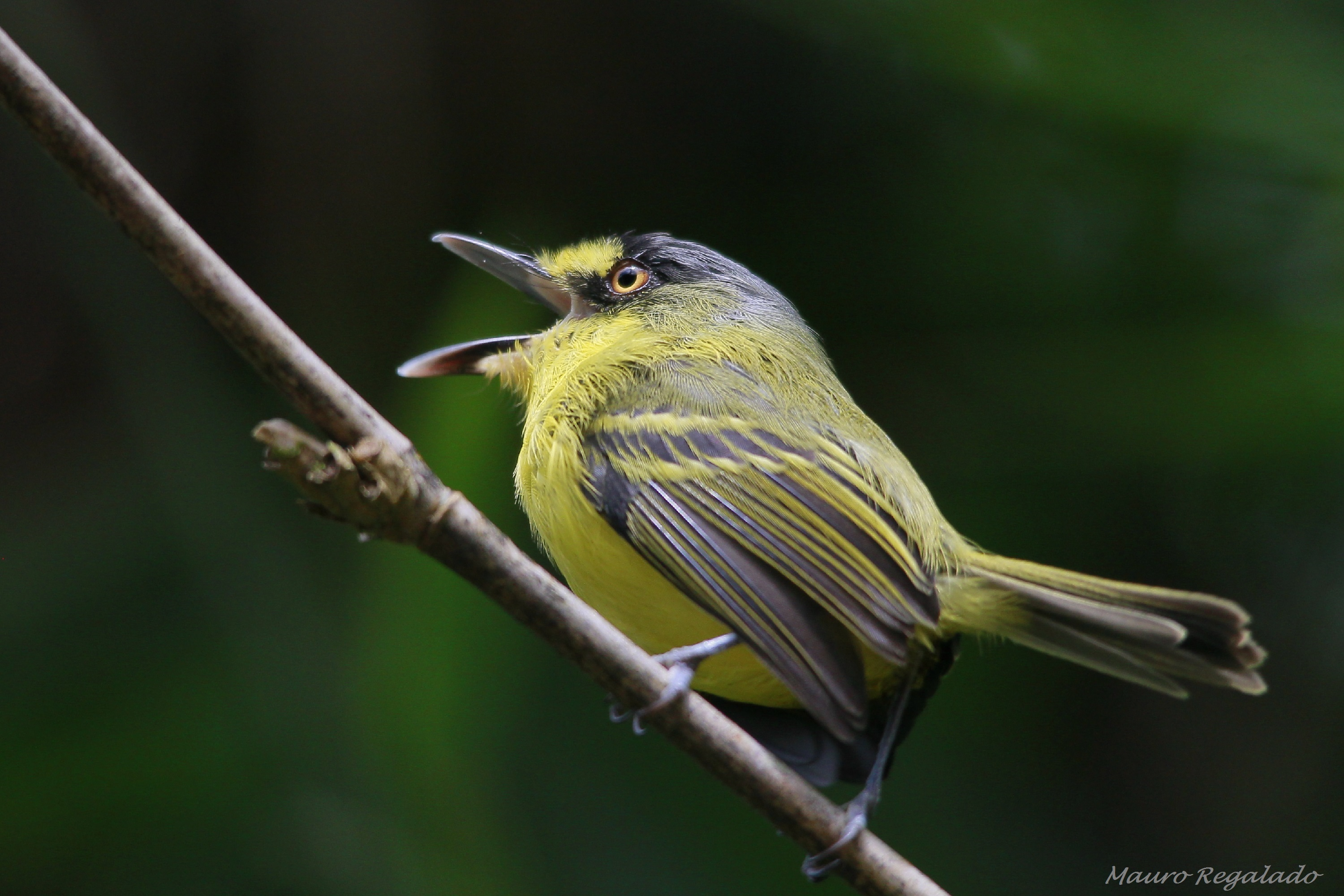
Todirostrum poliocephalum

## Descrição
É uma ave de pequeno porte, mede entre 9 a 10 centímetros. A íris é amarela alaranjada. O bico cinza possui a forma de uma espátula, assim como todos do seu gênero. Apresenta uma mancha amarela bastante peculiar na zona compreendida entre a fossa nasal e os olhos, tem uma coloração olivácea (amarelo acinzentado) no dorso e uma cauda verde-oliva. Já a cabeça exibe um tom cinza azulado escuro. É bastante similar ao ferreirinho-relógio (Todirostrum cinereum), espécie que por sua vez é melhor distribuída na América do Sul, inclusive no sul Brasil, e portando não deve ser confundida.

## Comportamento
Tende a viver em áreas florestais, evitando outros biomas. É basicamente uma ave arborícola, contudo várias vezes pode ser encontrado no solo. É bastante ativo e agitado, levantando e baixando a cauda de maneira constante, e não é raro se locomover usando suas pernas. Anda em pares e muito dificilmente é visto em bandos.

### Alimentação
Alimenta-se de pequenos frutos e insetos que captura em investidas áreas.

### Reprodução
Seu ninho trançado chega a ter 30 cm, e é feito nas pontas dos galhos, os chamados ninhos pendulares.

### Vocalização
Seu canto é curto e agudo.

## Sistemática

### Primeira descrição
A espécie T. poliocephalum foi originalmente descrita pelo naturalista Maximilian zu Wied-Neuwied em 1831, através do nome científico Todus poliocephalus, primeiramente localizado no Rio de Janeiro.

### Taxonomia
É monotípico. O Comitê Brasileiro de Registros Ornitológicos (CBRO) classifica o gênero Todirostrum na família Rhynchocyclidae, independente da Tyrannidae.